# Janvier 1829

## Naissances
- 2 janvier : Melchiorre Gioia, économiste, journaliste et politique italien
(° 20 septembre 1767).
- 18 janvier : Ludvig Lorenz (mort en 1891), physicien et mathématicien danois.
- 27 janvier : Isaac Roberts (mort en 1904), ingénieur et astronome britannique.
- 29 janvier : Paul Barras, homme politique français (° 30 juin 1755).